# Ⲇ
Cette page contient des caractères spéciaux ou non latins. S’ils s’affichent mal (▯, ?, etc.), consultez la page d’aide Unicode.
Ne doit pas être confondu avec la lettre grecque Delta, la lettre latine Delta ou la lettre cyrillique Dé.
Ⲇ (minuscule : ⲇ), appelé dalda, est une lettre de l’alphabet copte utilisée dans l’écriture du copte, de l’ancien nubien ou du nobiin.

## Représentations informatiques
Le dalda a été représenté avec les mêmes caractères que le delta grec jusqu’à la publication d’Unicode 4.1 en mars 2005, à partir de laquelle il est représenté avec des caractères qui lui sont propres. Il peut donc être représenté à l’aide des caractères (Grec et copte, Copte) suivants, :
| lettres   | représentations | chaînes de caractères | points de code | descriptions                   | note               |
| --------- | --------------- | --------------------- | -------------- | ------------------------------ | ------------------ |
| majuscule | Δ               | Δ                     | U+0394         | lettre majuscule grecque delta | avant Unicode 4.1  |
| minuscule | δ               | δ                     | U+03B4         | lettre minuscule grecque delta | avant Unicode 4.1  |
| majuscule | Ⲇ               | Ⲇ                     | U+2C86         | lettre majuscule copte dalda   | depuis Unicode 4.1 |
| minuscule | ⲇ               | ⲇ                     | U+2C87         | lettre minuscule copte dalda   | depuis Unicode 4.1 |